# Kościół św. Józefa Oblubieńca Najświętszej Maryi Panny w Pasikurowicach
Kościół św. Józefa Oblubieńca Najświętszej Maryi Panny w Pasikurowicach – rzymskokatolicki kościół parafialny zlokalizowany we wsi Pasikurowice na terenie województwa dolnośląskiego (powiat wrocławski). Funkcjonuje przy nim parafia św. Józefa Oblubieńca Najświętszej Maryi Panny (dekanat Wrocław III – Psie Pole).

## Historia
W XV wieku ze wsi pochodziło ośmiu mężczyzn posługujących w katedrze wrocławskiej – nazywano ich świątnikami. Pierwsza wzmianka o pasikurowickim kościele z 1335 (rejestr dziesięciny nuncjusza Galhardusa de Carceribus). Należał on do dekanatu w Trzebnicy.
Od 1538 świątynia znalazła się w rękach protestanckich, by powrócić do katolików w okresie kontrreformacji. W tym czasie został przebudowany. W 1709 obiekt ponownie przejęli ewangelicy, którzy w XIX wieku również gruntownie go przebudowali.
W 1945 kościół po raz drugi wrócił do katolików. W okresie powojennym wymienia go Schematyzm Archidiecezji Wrocławskiej z 1952 pod obecnym wezwaniem.